# Дян, Дина Александровна
Дина Александровна Дян (30 мая 1930 — 23 декабря 2012) — советская оперная и камерная певица (сопрано). Исполнительница старинных романсов. Солистка Большого театра Союза ССР (с 1955 по 1963 год).   Похоронена в Зеленограде , на Зеленоградском Северном кладбище в родственной могиле, рядом с мужем.

## Семья
- Муж — Олег Артемьевич Буданков (1922-2003) -советский музыкант, ксилофонист.
- Сын — Олег Буданков — руководитель Малого драматического театра на Большой Серпуховской.

## Репертуар
- Взгляд твоих чёрных очей (Н.Зубов — П.Желязняков)
- Всплески моря (А.Опель)
- Вы в моём сердце (Данци — р.т. Л.Дербенёв)
- Две розы (С.Покрасс — А.Д`Актиль)
- Друг гитара (Б.Фомин — Б.Тимофеев)
- Жалобно стонет ветер осенний (Д.Михайлов — А.Пугачёв)
- Изумруд (Б.Фомин — А.Д`Актиль)
- Капризная, упрямая (А.Карчевский)
- Меня не греет шаль (Оболенский — Давыдов)
- Не грусти
- Не по пути (Ю.Хайт — О.Осенин)
- Песня о любви (Моголь — Понти/Л.Дербенёв)
- Последнее письмо (Б.Фомин — Н.Коваль)
- Прости меня за всё
- Ты меня разлюбил (Моголь — Джерар-Берне/Л.Дербенёв)
- Утро туманное (Э.Абаза — И.Тургенев)
- Чайка (Е.Жураковский — Е.Буланина)
- Я дам тебе больше (Ремиджи — Теста/Л.Дербенёв)
- Я так любила вас (А.Дывыдов — Н.Греков)
- Я тебе ничего не скажу (Т.Толстая — А.Фет)

## Дискография
Пластинки:
- Дина Дян. Старинные романсы. Мелодия (Д 00027083-4)
- Дина Дян. Старинные романсы. Мелодия (Д 00032685-6)
- Дина Дян. Старинные романсы. Мелодия ([М62-39409-10][1976])
- Дина Дян. Старинные романсы. Мелодия ([М62-39411-12][1976])
- Дина Дян. Старинные романсы. Мелодия ([С60-08063-4][1976])